# LAM (programa de televisión)
LAM (anteriormente llamado Los ángeles de la mañana) es un programa de televisión argentino emitido por América TV y conducido por Ángel de Brito. 
Fue emitido entre el 2016 y el 2021 por eltrece con el nombre de Los ángeles de la mañana, aunque siempre se lo conoció por sus siglas LAM. En 2022, luego del inesperado final del programa en el horario matutino del canal, América TV llegó a un acuerdo para transmitir el programa, con LAM como nombre oficial y emitido desde las 20:00 hs. hasta las 22:00 hs.
El panel actual de angelitas está formado por Yanina Latorre y Marcela Feudale como panelistas fijas, y con Nazarena Vélez, Marixa Balli, Matilda Blanco, Romina Scalora, Julieta Argenta, «La Barby» y Laura Ubfal como panelistas rotativas.

## Historia
El ciclo es un magazine que aborda temas de espectáculos, interés general y actualidad. Cuenta con la participación de varias figuras en su panel (llamadas popularmente "angelitas"), invitados en piso, entrevistas exclusivas e informes especiales. Es conducido por Ángel de Brito, reconocido periodista y personalidad de los medios de comunicación en Argentina. Desde su inicio, ha experimentado varios cambios en su panel, lo que ha contribuido a mantenerlo fresco y dinámico a lo largo de los años.
Inicialmente, el panel de Los ángeles de la mañana estaba compuesto por personalidades como Mercedes Marti, Andrea Taboada, Carmela Bárbaro, Yanina Latorre, Nancy Pazos, Analía Franchín, Nequi Galotti y Miriam Lanzoni. Estas colaboradoras aportaban diferentes perspectivas y opiniones sobre los temas de actualidad en el mundo del espectáculo, generando debates y polémicas en el programa.
A lo largo de los años, se produjeron diversos cambios en el panel de colaboradores. Varias de las panelistas abandonaron el programa, mientras que otras se sumaron y aportaron su particular estilo al formato. Algunas de las angelitas que se sumaron posteriormente incluyen a grandes figuras como Florencia de la V, Graciela Alfano, Marixa Balli, entre otras. Las panelistas que más tiempo han estado en el programa son Yanina Latorre, Andrea Taboada y Mariana Brey.
Cabe destacar que estos cambios en el panel no solo aportaron diferentes perspectivas y opiniones, sino que también generaron polémicas y momentos destacados en el programa. Las discusiones acaloradas y los enfrentamientos entre las angelitas se han convertido en una parte característica del ciclo.
A través de su presencia en las redes sociales, el programa ha logrado ampliar su alcance y mantener una interacción constante con su audiencia. Las plataformas digitales han permitido que el programa genere contenido adicional, comparta avances exclusivos y promueva la participación de los espectadores.
En 2021 el programa finalizó por la pantalla de eltrece luego de diferencias entre la productora y el canal. No obstante, en marzo del 2022 se relanzó el ciclo por América TV renombrado oficialmente como LAM. En este reestreno el equipo de angelitas fue compuesto por Yanina Latorre, Andrea Taboada, Pía Shaw, Nazarena Vélez, Ana Rosenfeld y Estefanía Berardi. Aunque Rosenfeld luego de dos meses en el panel decidió dar un paso al costado por decisión personal, más adelante fue reemplazada por Fernanda Iglesias. A fin de año se anunció que Pía Shaw y Fernanda Iglesias abandonarían también el equipo siendo reemplazadas por Marixa Balli desde diciembre y Marcela Feudale desde enero.
En 2023, la exganadora de Gran Hernano, Viviana Colmenero fue angelita en múltiples oportunidades, principalmente como reemplazo de Yanina Latorre mientras esta vacacionaba. En junio se reveló que luego de 8 temporadas seguidas, Andrea Taboada dejaría de formar parte del equipo, siendo reemplazada por el regreso de Fernanda Iglesias. También abandonó LAM Estefanía Berardi luego de varios cruces con Yanina que desembocaron no solo en la renuncia de Berardi, sino en una denuncia en contra de Latorre. A partir del lunes 14 de agosto, la exparticipante de Gran Hermano, Ximena Capristo se incorporó al equipo de panelistas luego de haber estado como opinóloga en la última temporada del reality que la vio nacer y también se sumó la periodista Paula Trápani, sin embargo esto duraría tan solo tres semanas ya que el lunes 4 de septiembre se daría el regreso de la exangelita Maite Peñoñori al panel. Maite regresa al programa que le dio su primera gran posibilidad como panelista luego de trabajar un año y medio en Intrusos. A fin de año, se anunció que Nazarena Vélez dejaría LAM luego de dos temporadas como angelita fija para pasar a formar parte de la obra "Dos locas de remate" en el verano. Sus reemplazos fueron la exmodelo Raquel Mancini durante enero y la modista Matilda Blanco durante febrero.
En febrero de 2024, Ángel de Brito confirmó el regreso de Vélez al programa a partir del lunes 4 de marzo. El 1° de marzo, Maite Peñoñori dejó nuevamente su silla en LAM para irse a vivir a Miami. Finalmente, Matilda Blanco fue confirmada para sumarse como panelista durante todo el año. A finales de junio, Cinthia Fernández fue confirmada como la séptima angelita siendo esta rotativa entre semana. A partir de este año, se incorporó un sillón extra para dos panelistas auxiliares, conocidos como Las suricatas, sus únicos integrantes titulares son dos productores del programa, Pedro «Pepe» Ochoa y Federico «Fefe» Bongiorno, a lo largo del programa hubo suricatas invitadas como Guido Záffora, Juli Argenta, Guido Süller, Daniel Ambrosino, Catalina Goristidi, Gonzalo Sorbo, entre otros. Quedando integrado el staff del programa por el conductor, las angelitas y las suricatas.
El viernes 29 de noviembre de 2024, fue el último programa de Nazarena Vélez como angelita debido a que se fue a hacer temporada de teatro a Mar del Plata. A partir del lunes 2 de diciembre, se incorporó al panel Ximena Capristo. El 11 de diciembre Fernanda Iglesias anunció que no seguiría en el programa debido a que no llegó a un arreglo con la producción, el 26 de diciembre, Marixa Balli confirmó su salida por el mismo motivo. El 27 de diciembre, el conductor anunció que por los 10 años del programa, LAM 10 años contaría durante el verano con Matilda Blanco, Ximena Capristo, Mariana Brey, Connie Ansaldi, Cinthia Fernández, Catalina Goristidi, Marisa Brel, «La Barby», Nancy Duré, Romina Scalora y Laura Ubfal como panelistas rotativas siendo acompañadas por Marcela Feudale y Juli Argenta (reemplazando a Latorre) como fijas durante enero y sumándose Yanina Latorre en febrero tras sus vacaciones.
El 18 de febrero, Ángel de Brito, anunció el panel titular desde marzo de 2025, compuesto por Yanina Latorre, Marcela Feudale, Romina Scalora, Julieta Argenta, «La Barby», Cinthia Fernández, Ximena Capristo, Laura Ubfal, Matilda Blanco y los regresos de Nazarena Vélez y Marixa Balli, provocando la salida de Nancy Duré, Mariana Brey, Marisa Brel, Connie Ansaldi y Catalina Goristidi del panel titular. El 10 de marzo, el conductor confirmó la salida de Cinthia Fernández.
Los días 2 y 3 de abril estuvo Mariana Fabbiani en reemplazo de Ángel Brito. Luego del regreso del conductor, días después anunció la salida de Ximena Capristo debido a que se encuentra en el programa de Yanina Latorre, Sálvese quien pueda. Luego de protagonizar un escándalo por ser amante de Diego Brancatelli, la periodista Luciana Elbusto fue invitada en varias ocasiones al programa y se incorporó al staff, aunque duró solo dos meses en el panel, entre mayo y junio.

## Temporadas
| Temporada | Temporada | Canal      | Año   | Rating prom. | Ref.  |
| --------- | --------- | ---------- | ----- | ------------ | ----- |
|           | 1         | eltrece    | 2016  | 5.0          | [ 4 ] |
|           | 2         | eltrece    | 2017  | 5.0          | [ 4 ] |
|           | 3         | eltrece    | 2018  | 4.5          | [ 4 ] |
|           | 4         | eltrece    | 2019  | 5.1          | [ 4 ] |
|           | 5         | eltrece    | 2020  | 4.7          | [ 4 ] |
|           | 6         | eltrece    | 2021  | 4.9          | [ 4 ] |
|           | 7         | América TV | 2022  | 3.1          | [ 5 ] |
|           | 8         | América TV | 2023  | 3.8          | [ 6 ] |
|           | 9         | América TV | 2024  | 3.1          | [ 7 ] |
|           | 10        | América TV | 2025  | 3.1          | [ 8 ] |
| Total     | Total     | Total      | Total | 4.2          |       |

## Equipo

### Conducción
- Ángel de Brito (2016-2021, 2022-presente)

### Panelistas actuales
- Yanina Latorre (2016-2021, 2022-presente)
- Nazarena Vélez (2022-2024, 2025-presente)
- Marcela Feudale (2023-presente)
- Matilda Blanco (2024-presente)
- Romina Scalora (2025-presente)
- Julieta Argenta (2025-presente)
- «La Barby» (2025-presente)
- Laura Ubfal (2025-presente)
- Mónica Farro  (2025-presente)
- Adabel Guerrero  (2025-presente)

### Las Suricatas
- Pedro «Pepe» Ochoa (2022-presente)
- Federico «Fefe» Bongiorno (2023-presente)

### Locución
- Marcela Feudale (2023-presente)

### Conductores de reemplazo[9]

#### En eltrece
- Ángelitas rotativas: Yanina Latorre, Nancy Pazos, Analía Franchín, Carmela Bárbaro, Andrea Taboada, Nequi Galotti, Mariana Brey, Florencia de la V, Evelyn Von Brocke, Karina Iavícoli, Lourdes Sánchez, Majo Martino, Maite Peñoñori, Cinthia Fernández, Pía Shaw, etc. (2016-2021)
- Joaquín «El Pollo» Álvarez (2021)
- Laurita Fernández (2021)

#### En América TV
- Yanina Latorre (2022-2024)
- Pía Shaw (2022)
- Nazarena Vélez (2022-2023, 2025-presente)
- Maite Peñoñori (2023-2024)
- Marixa Balli (2024-2025)
- Marcela Feudale (2025)
- Mariana Fabbiani (2025)
- Pepe Ochoa (2025)

## Premios y nominaciones
| Lista de premios y nominaciones | Lista de premios y nominaciones | Lista de premios y nominaciones          | Lista de premios y nominaciones | Lista de premios y nominaciones | Lista de premios y nominaciones | Lista de premios y nominaciones |
| Año                             | Premio                          | Categoría                                | Premiado                        | Resultado                       | Ref.                            |                                 |
| ------------------------------- | ------------------------------- | ---------------------------------------- | ------------------------------- | ------------------------------- | ------------------------------- | ------------------------------- |
| 2016                            | Premios Tato                    | Mejor programa de espectáculos           | LAM                             | Nominado                        | [ 10 ]                          |                                 |
| 2016                            | Premios Tato                    | Mejor panelista                          | Yanina Latorre                  | Nominada                        | [ 10 ]                          |                                 |
| 2017                            | Premios Notirey                 | Mejor panelista                          | Yanina Latorre                  | Nominada                        | [ 11 ]                          |                                 |
| 2017                            | Premios Tato                    | Mejor programa de espectáculos           | LAM                             | Nominado                        | [ 12 ]                          |                                 |
| 2019                            | Premios Los Más Clickeados      | Programa más clickeado                   | LAM                             | Ganador                         |                                 |                                 |
| 2021                            | Premios Martín Fierro           | Mejor panelista                          | Yanina Latorre                  | Nominada                        |                                 |                                 |
| 2022                            | Premios Martín Fierro           | Mejor labor en conducción masculina      | Ángel de Brito                  | Nominado                        |                                 |                                 |
| 2022                            | Premios Martín Fierro           | Mejor panelista                          | Yanina Latorre                  | Nominada                        |                                 |                                 |
| 2022                            | Premios Martín Fierro           | Mejor dirección en no ficción            | Lucas Arecco                    | Nominado                        |                                 |                                 |
| 2023                            | Produ Awards                    | Mejor programa de variedad o talk-show   | LAM                             | Nominado                        | [ 13 ]                          |                                 |
| 2023                            | Produ Awards                    | Mejor presentador de programa variedades | Ángel de Brito                  | Nominado                        | [ 13 ]                          |                                 |